# A-1 HKL 2014./15.
A-1 hrvatska košarkaška liga je najviši rang hrvatskog košarkaškog prvenstva u sezoni 2014./15. u kojem sudjeluje četrnaest klubova. Samo natjecanje ima se odvija kroz tri faze - (A-1 ligu, Ligu za prvaka i Ligu za ostanak, doigravanje za prvaka). Prvak je drugi put zaredom postala momčad Cedevita iz Zagreba.

## Sudionici
- Ribola Kaštela - Kaštel Sućurac
- Vrijednosnice Osijek - Osijek
- Kvarner 2010 - Rijeka
- Alkar - Sinj
- Slavonski Brod - Slavonski Brod
- Split - Split
- Jolly Jadranska banka - Šibenik
- Šibenik - Šibenik
- Gorica - Velika Gorica
- Zabok - Zabok
- Zadar - Zadar *
- Cedevita - Zagreb *
- Cibona - Zagreb *
- Zagreb - Zagreb

* ne sudjeluju u prvom dijelu lige, sudionici ABA lige

## Ljestvice i rezultati

### A-1 liga
| mj                                                                                        | klub                  | ut | pob | por | koš+ | koš- | bod | 2. dio sezone   |
| ----------------------------------------------------------------------------------------- | --------------------- | -- | --- | --- | ---- | ---- | --- | --------------- |
| 1.                                                                                        | Zagreb                | 20 | 15  | 5   | 1656 | 1452 | 35  | Liga za prvaka  |
| 2.                                                                                        | Zabok                 | 20 | 14  | 6   | 1489 | 1426 | 34  | Liga za prvaka  |
| 3.                                                                                        | Šibenik               | 20 | 14  | 6   | 1576 | 1515 | 34  | Liga za prvaka  |
| 4.                                                                                        | Kvarner 2010          | 20 | 13  | 7   | 1640 | 1511 | 33  | Liga za prvaka  |
| 5.                                                                                        | Alkar                 | 20 | 11  | 9   | 1496 | 1467 | 31  | Liga za prvaka  |
| 6.                                                                                        | Jolly Jadranska banka | 20 | 11  | 9   | 1437 | 1427 | 31  | Liga za ostanak |
| 7.                                                                                        | Split                 | 20 | 8   | 12  | 1463 | 1464 | 28  | Liga za ostanak |
| 8.                                                                                        | Ribola Kaštela        | 20 | 8   | 12  | 1600 | 1666 | 28  | Liga za ostanak |
| 9.                                                                                        | Gorica                | 20 | 7   | 13  | 1539 | 1581 | 26  | Liga za ostanak |
| 10.                                                                                       | Vrijednosnice Osijek  | 20 | 7   | 13  | 1413 | 1498 | 26  | Liga za ostanak |
| 11.                                                                                       | Slavonski Brod        | 20 | 2   | 18  | 708  | 1002 | 22  |                 |
|                                                                                           |                       |    |     |     |      |      |     |                 |
| Slavonski Brod odustao nakon 11. kola, preostale utakmice registrirane 20:0 za protivnika |                       |    |     |     |      |      |     |                 |

### Liga za prvaka
| mj | klub         | ut | pob | por | koš+ | koš- | bod |             |
| -- | ------------ | -- | --- | --- | ---- | ---- | --- | ----------- |
| 1. | Cedevita     | 14 | 12  | 2   | 1260 | 954  | 26  | doigravanje |
| 2. | Cibona       | 14 | 11  | 3   | 1143 | 988  | 25  | doigravanje |
| 3. | Zadar        | 14 | 10  | 4   | 1087 | 960  | 24  | doigravanje |
| 4. | Zagreb       | 14 | 7   | 7   | 1107 | 1135 | 21  | doigravanje |
| 5. | Šibenik      | 14 | 7   | 7   | 1055 | 1086 | 21  |             |
| 6. | Kvarner 2010 | 14 | 5   | 9   | 1072 | 1141 | 19  |             |
| 7. | Zabok        | 14 | 2   | 12  | 963  | 1192 | 16  |             |
| 8. | Alkar        | 14 | 2   | 12  | 908  | 1139 | 16  |             |

### Liga za ostanak
| mj.      | klub                 | Ukupan omjer za Ligu za ostanak (uključivo i međusobne rezultate iz A-1 lige Ožujsko) | Ukupan omjer za Ligu za ostanak (uključivo i međusobne rezultate iz A-1 lige Ožujsko) | Ukupan omjer za Ligu za ostanak (uključivo i međusobne rezultate iz A-1 lige Ožujsko) | Ukupan omjer za Ligu za ostanak (uključivo i međusobne rezultate iz A-1 lige Ožujsko) | Ukupan omjer za Ligu za ostanak (uključivo i međusobne rezultate iz A-1 lige Ožujsko) | Ukupan omjer za Ligu za ostanak (uključivo i međusobne rezultate iz A-1 lige Ožujsko) |    | Omjer ostvaren u Ligi za ostanak | Omjer ostvaren u Ligi za ostanak | Omjer ostvaren u Ligi za ostanak | Omjer ostvaren u Ligi za ostanak | Omjer ostvaren u Ligi za ostanak |  |
| mj.      | klub                 | ut                                                                                    | pob                                                                                   | por                                                                                   | koš+                                                                                  | koš-                                                                                  | bod                                                                                   | ut | pob                              | por                              | koš+                             | koš-                             |                                  |  |
| -------- | -------------------- | ------------------------------------------------------------------------------------- | ------------------------------------------------------------------------------------- | ------------------------------------------------------------------------------------- | ------------------------------------------------------------------------------------- | ------------------------------------------------------------------------------------- | ------------------------------------------------------------------------------------- | -- | -------------------------------- | -------------------------------- | -------------------------------- | -------------------------------- | -------------------------------- |  |
| 1. (9.)  | Jolly JBS            | 16                                                                                    | 10                                                                                    | 6                                                                                     | 1297                                                                                  | 1221                                                                                  | 26                                                                                    | 8  | 4                                | 4                                | 675                              | 630                              |                                  |  |
| 2. (10.) | Gorica               | 16                                                                                    | 8                                                                                     | 8                                                                                     | 1377                                                                                  | 1381                                                                                  | 24                                                                                    | 8  | 4                                | 4                                | 688                              | 703                              |                                  |  |
| 3. (11.) | Ribola Kaštela       | 16                                                                                    | 8                                                                                     | 8                                                                                     | 1307                                                                                  | 1382                                                                                  | 24                                                                                    | 8  | 4                                | 4                                | 634                              | 602                              |                                  |  |
| 4. (12.) | Vrijednosnice Osijek | 16                                                                                    | 7                                                                                     | 9                                                                                     | 1255                                                                                  | 1284                                                                                  | 23                                                                                    | 8  | 3                                | 5                                | 623                              | 655                              |                                  |  |
| 5. (13.) | Split                | 16                                                                                    | 7                                                                                     | 9                                                                                     | 1240                                                                                  | 1208                                                                                  | 23                                                                                    | 8  | 5                                | 3                                | 640                              | 590                              | kvalifikacije za A-1             |  |

### Doigravanje
| klub1                      | pob-por       | klub2         | ut.1          | ut.2          | ut.3          | ut.4          | ut.5          |
| poluzavršnica              | poluzavršnica | poluzavršnica | poluzavršnica | poluzavršnica | poluzavršnica | poluzavršnica | poluzavršnica |
| -------------------------- | ------------- | ------------- | ------------- | ------------- | ------------- | ------------- | ------------- |
| Cibona                     | 2-0           | Zadar         | 82:74*        | 73:71         |               |               |               |
| Cedevita                   | 2-0           | Zagreb        | 91:74*        | 96:67         |               |               |               |
|                            |               |               |               |               |               |               |               |
| završnica                  |               |               |               |               |               |               |               |
| Cedevita                   | 3-1           | Cibona        | 101:66*       | 79:70         | 76:77*        | 79:73         |               |
|                            |               |               |               |               |               |               |               |
| * domaća utakmica za klub1 |               |               |               |               |               |               |               |

## Klubovi u međunarodnim natjecanjima
- Euroliga
  - Cedevita, Zagreb
- EuroCup
  - Cedevita, Zagreb
- ABA liga
  - Zadar, Zadar
  - Cedevita, Zagreb
  - Cibona, Zagreb

## Poveznice
- A-2 liga 2014./15.
- B-1 liga 2014./15.
- C liga 2014./15.
- Kup Krešimira Ćosića 2014./15.
- ABA liga 2014./15.
- ULEB Euroliga 2014./15.